# Cameron Marshall
Cameron Marshall ( * Houston, Texas, Estados Unidos, 7 de julio de 1986) es el nombre artístico de un actor pornográfico gay estadounidense. 
Hizo su primera actuación en la película Little Big League 3: Bottom of the Ninth en la productora de cine del rubro Channel 1 Releasing.

## Videografía
- Little Big League 3: Bottom of The Ninth
- Black Meat White Heat
- Suck It Up
- Forever Young
- He Fucked My Father
- Measure Up
- Cameron Marshall In Your Face
- Shifting Gears

- Datos: Q4353413